# Parodontidae

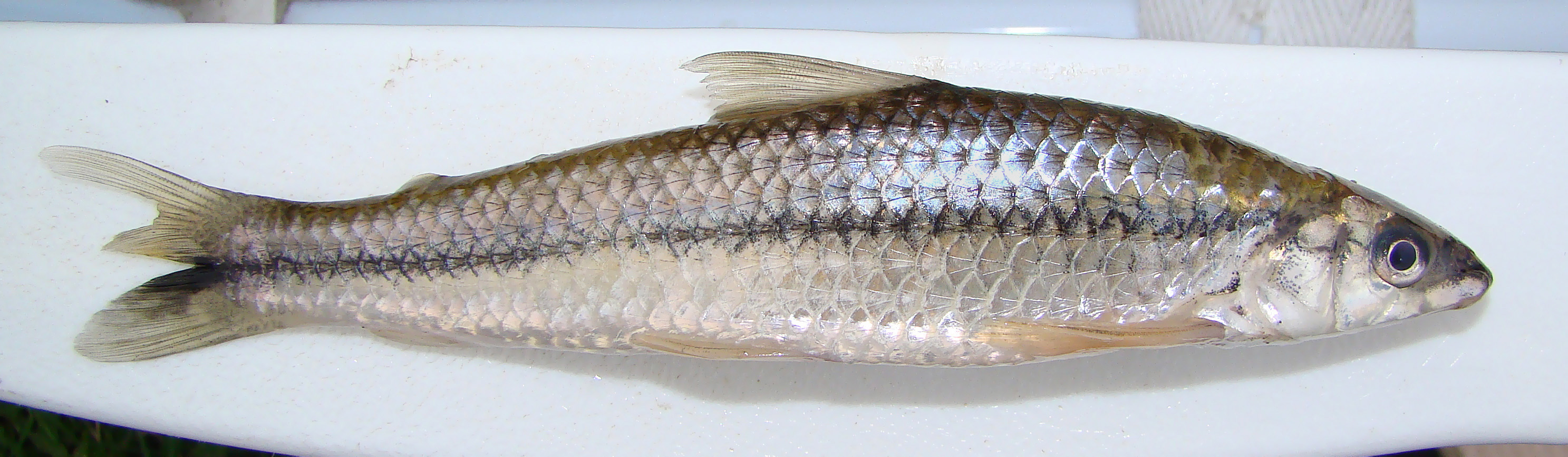
Apareiodon affinis

Parodontidae è una famiglia di pesci ossei d'acqua dolce appartenente all'ordine Characiformes.

## Distribuzione e habitat
La famiglia è diffusa nelle acque dolci dell'America Meridionale e della parte meridionale di Panama, in America Centrale. Mancano da alcuni fiumi costieri e dall'estrema parte meridionale del continente (Patagonia) Non vivono nel Rio delle Amazzoni ma sono presenti negli affluenti.

## Descrizione
Questi pesci hanno corpo affusolato. La bocca è rivolta in basso, il labbro superiore è scarsamente sviluppato o manca del tutto. In tutte le specie sono presenti due o quattro denti a forma di spatola sul premascellare. I denti mascellari possono o meno essere presenti.
Non superano i 15 cm.

## Pesca
Senza importanza.

## Specie
- Genere Apareiodon
  - Apareiodon affinis
  - Apareiodon agmatos
  - Apareiodon argenteus
  - Apareiodon cavalcante
  - Apareiodon davisi
  - Apareiodon gransabana
  - Apareiodon hasemani
  - Apareiodon ibitiensis
  - Apareiodon itapicuruensis
  - Apareiodon machrisi
  - Apareiodon orinocensis
  - Apareiodon piracicabae
  - Apareiodon tigrinus
  - Apareiodon vittatus
  - Apareiodon vladii
- Genere Parodon
  - Parodon alfonsoi
  - Parodon apolinari
  - Parodon atratoensis
  - Parodon bifasciatus
  - Parodon buckleyi
  - Parodon caliensis
  - Parodon carrikeri
  - Parodon guyanensis
  - Parodon hilarii
  - Parodon magdalenensis
  - Parodon moreirai
  - Parodon nasus
  - Parodon pongoensis
  - Parodon suborbitalis
- Genere Saccodon
  - Saccodon dariensis
  - Saccodon terminalis
  - Saccodon wagneri[2]